# William Thomson (geolog)

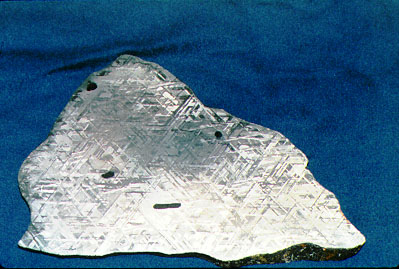
Wyraźne figury Widmanstättena po trawieniu meteorytu żelaznego roztworem kwasu azotowego

William Thomson również G. Thomson (ur. 1760 – zm. listopad 1806 w Palermo) – angielski lekarz i geolog.

## Życiorys
William Thomson z wykształcenia był lekarzem, jednak porzucił ten zawód by zająć się badaniami wulkanów i minerałów wulkanicznych, a następnie meteorytów. W tym czasie mieszkał w Neapolu. Aby pozbawić rdzy badane przez siebie meteoryty postanowił meteoryt Krasnojarsk poddać trawieniu przez kwas azotowy. Wkrótce po kontakcie z kwasem na powierzchni meteorytu żelaznego pojawiły się struktury nazwane później figurami Widmanstättena. Podobne badania prowadził w 1804 roku nad spadłym w 1794 roku meteorytem z Sienny. W tym samym roku wyniki opublikował w języku francuskim na Bibliothèque Britannique.
Już po jego śmierci w 1808 roku ta sama praca została wydana w języku włoskim dell'Accademia Delle Scienze di Siena oraz jako przekład w języku angielskim. Ponieważ jednak praca ta została zauważona dopiero w 1936 roku, odkrycie tych struktur wewnętrznych nazywa się figurami Widmanstättena od Aloisa von Widmanstättena, który niezależnie w 1808 roku prowadził podobne badania. I choć prace Widmanstättena nie zostały opublikowane tylko opisywał ich wyniki, to jednak odkrycie przyznano właśnie jemu.